# La Baroche-sous-Lucé
La Baroche-sous-Lucé è un comune francese di 405 abitanti situato nel dipartimento dell'Orne nella regione della Normandia.

## Società

### Evoluzione demografica
Abitanti censiti